# Bematistes cremealis
Bematistes cremealis är en fjärilsart som beskrevs av Le Doux 1937. Bematistes cremealis ingår i släktet Bematistes och familjen praktfjärilar. Inga underarter finns listade i Catalogue of Life.